# Symfonie nr. 4 (Milhaud)
De Franse componist Darius Milhaud componeerde zijn Symfonie nr. 4 1848 opus 281 in 1947. De opdracht voor het werk kreeg hij van het Franse Ministerie van Onderwijs.
Milhaud begon pas laat met het schrijven van symfonieën. Zijn eerste heeft als opusnummer 210 en verscheen in 1939. Milhaud verbleef toen in de Verenigde Staten, hij was als Jood gevlucht voor nazi-Duitsland en verbleef de gehele oorlog in Amerika. Hij kreeg aldaar de opdracht een werk te schrijven ter nagedachtenis van de Revolutie van 1848, die het volgend jaar in het leven van Milhaud 100 jaar geleden was (Composé de l’occassion du Centinaire de la Revolution de 1848). Op 25 augustus 1947 stapte Milhaud aan boord van het schip dat hem naar Europa zou brengen en de symfonie is dan ook grotendeels op zee tot stand gekomen. De eerste uitvoering vond plaats op een concert ter gelegenheid van de herdenking van de Februarirevolutie in Parijs. De componist gaf leiding aan het Orchestre National de la Radiodiffusion Française. Niet veel later werd hij professor aan het Conservatorium van Parijs.

## Muziek
De muziek van Milhaud wordt gekenmerkt door de vele muzikale ideeën, die hij er in verwerkte. Milhaud liep soms over van ideeën; het leverde hem een groot oeuvre op, hij componeerde meer dan 400 werken. Daartegenover staat dat op een enkel werk, zoals Le bœuf sur le toit na, alle werken vrij snel in de vergetelheid raakte. Dit overkwam eigenlijk al zijn dertien symfonieën, ze worden zelden meer uitgevoerd.
Deze vierde is een curieus geval in het muziek van Milhaud. Hij combineerde in deze symfonie de triomf van die revolutie met een marsachtig thema, maar dan in een combinatie van Franse en Amerikaanse klassieke muziek. Dit thema beheerst de delen 1 en 4, terwijl de tussendelen haast kamermuziek bevatten. Opvallend daarbij zijn de klankcombinaties met de saxofoon, (toen zeker nog) een opvallend muziekinstrument binnen de klassieke muziek. Het werk sluit af met een solo voor de slagwerkgroep, die het marsritme tweemaal herhaalt, waarvan de laatste wordt ingeluid door een slag op de tamtam.

### Delen
Het werk kent de traditionele vierdelige opzet:
1. L’insurrection; Animé (5 minuten)
2. Aux Morts de la République ; lent (13 minuten)
3. Les Joies de la liberté retrouvé ; modérément animé
4. Commémoration 1948, finale. Animé.

## Orkestratie
- 3 dwarsfluiten waarvan 1 ook piccolo, 3 hobo's waarvan ook 1 althobo, 4 klarinetten waarvan 1 ook esklarinet en 1 ook basklarinet, 3 fagotten waarvan 1 ook contrafagot, altsaxofoon, tenorsaxofoon,
- 4 hoorns, 4 trompetten, 4 trombones, 1 tuba,
- 1 stel pauken, 3 man / vrouw percussie waaronder kleine trom, grote trom en tamtam,
- violen, altviolen, celli, contrabassen

## Discografie
Er zijn maar twee opnamen bekend (2009); een van de eerste uitvoering en een uitgave van CPO, die in de jaren 1990-1999 alle symfonie vastlegde:
- Uitgave CPO : Radiosymfonieorkest Bazel o.l.v. Alun Francis, een opname uit juni 1997 in het Volkshaus Basel;
- Uitgave Erato: de combinatie van de eerste uitvoering; opname 1968.